# Rhodeus spinalis
Rhodeus spinalis är en fiskart som beskrevs av Oshima 1926. Rhodeus spinalis ingår i släktet Rhodeus och familjen karpfiskar. IUCN kategoriserar arten globalt som livskraftig. Inga underarter finns listade i Catalogue of Life.